# Cometa 144P/Kushida
El Cometa 144P/Kushida és un cometa periòdic descobert el gener de 1994 per Yoshio Kush a l'observatori Yatsugatake de Base Sud al Japó. Aquest va ser el primer descobriment d'un cometa el 1994 i el seu segon descobriment en un mes. Basat en dades reunides durant el període del 9 a l'11 de gener de 1994 Syuichi Nakano va calcular la data de periheli pel 5 de desembre de 1993 i la distància de periheli d'1,36 ua. Té una baixa inclinació a l'eclíptica suggerint a Nakano que el cometa podria ser d'un tipus de període curt. El 14 de gener de 1994 Daniel W. E Green va confirmar el suggeriment de Nakano i va publicar una òrbita de període curt a la Circular IAU 5922. Basat en 29 posicions obtingudes durant el període del 9-13 de gener, Green va determinar una data de periheli per al 12 de desembre de 1993, una distància de periheli de 1.367 ua, i un període orbital de 7,366 anys.